# Драматичен театър „Антон Страшимиров“
Драматичен театър „Антон Страшимиров“ се намира в Разград.

## История
Театърът е създаден през 1947 г. като Общинска театрална трупа. През 1953 година е наречен Народен театър при Общински народен съвет. Присъден му е статут на държавен театър през 1957 г. Оттогава статутът не е променян и театърът винаги е бил държавен репертоарен театър.
През септември 2003 г. е открит нов Театрално-културен комплекс. Преместването на театъра в новата сграда и новия тип взаимоотношения с Община Разград като общинска сградна собственост и театър с държавна субсидия и материални активи, се развиват по възходяща линия и вече са очертани основните параметри на градивен и ползотворен диалог и сътрудничество.
Най-значимите постановки в неговата история са:
- „Орфей слиза в ада“ от Тенеси Уилямс (1964) – реж. Ст. Пенчев
- „Рози за доктор Шомов“ от Драгомир Асенов (1970) – Ю. Чаушев
- „Любовни булеварди“ от Стефан Цанев (1986) – реж. Б. Велчев
- „Вампир“ от Антон Страшимиров (1996) – реж. Хр. Кръчмаров

Художествената политика на театъра е насочена към определен тип драматургия – класическа/съвременна, българска/чуждоезична. В програмата на театъра присъстват и представления от граничните жанрове в изпълнителските изкуства – танцов театър, физически театър, пърформанси и др. – театър с определен афинитет към българската драматургия съобразно спецификата на региона.
Театърът е гастролирал в Русия, Турция, Сърбия и Черна Гора. В театъра се провеждат и други мероприятия, като концерти, фестивали, конкурси и др.